# General Alvear
General Alvear – miasto w Argentynie, położone w północnej części prowincji Buenos Aires.

## Opis
Miejscowość została założona w 1853 roku. W mieście jest węzeł drogowy-RP51 i RP61, przebiega też linia kolejowa. 